# Live in Germania
Live in Germania – pierwszy album koncertowy szwedzkiego zespołu black metalowego Marduk. Wydawnictwo ukazało się 20 czerwca 1997 roku nakładem wytwórni muzycznej Osmose Productions. Materiał został nagrany podczas trasy „Heaven Shall Burn” w 1996 roku podczas czterech koncertów w Niemczech. Gościnnie jako gitarzysta na tym albumie pojawił się Peter Tägtgren.

## Lista utworów
Opracowano na podstawie materiału źródłowego.
1. „Beyond the Grace of God” – 5:08
2. „Sulphur Souls” – 5:44
3. „The Black” – 3:52
4. „Darkness It Shall Be” – 4:52
5. „Materialized in Stone” – 5:08
6. „Infernal Eternal” – 5:00
7. „On Darkened Wings” – 3:48
8. „Wolves” – 5:38
9. „Untrodden Paths (Wolves Part II)” – 5:37
10. „Dracul va Domni Din Nou in Transilvania” – 5:08
11. „Legion” – 5:46
12. Total Desaster" (Cover Destruction) – 3:40

## Twórcy
Opracowano na podstawie materiału źródłowego.

- Legion – śpiew
- Evil – gitara
- B. War – gitara basowa
- Fredrik Andersson – perkusja
- Peter Tägtgren – gitara (gościnnie), inżynieria dźwięku
- Spencer Hoogelwood – inżynieria dźwięku
- Kris Verwimp – okładka albumu